# Mauro Picone
Mauro Picone (né le 2 mai 1885 à Lercara Friddi (Sicile), mort le 11 avril 1977 à Rome) est un mathématicien italien. Il est connu pour l'identité de Picone, le théorème de comparaison de Sturm-Picone et pour être le fondateur de l'Istituto per le Applicazioni del Calcolo (en) – actuellement nommé en son honneur – historiquement le premier institut dédié aux mathématiques appliquées. Il est également réputé pour ses talents d'enseignant d'analyse : parmi ses élèves figurent quelques-uns des meilleurs mathématiciens italiens.

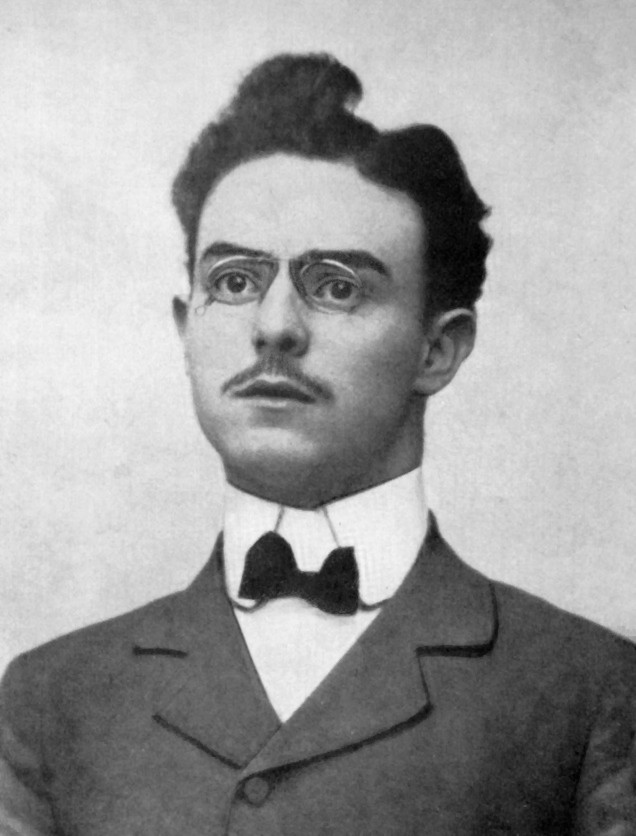
Mauro Picone en 1903

## Œuvre scientifique

### Activité de recherche
« Attraverso le sue ricerche di analisi matematica, Mauro Picone ha contribuito notevolmente allo sviluppo della matematica del nostro secolo. Egli è stato inoltre un pioniere delle matematiche applicate »
— Radu Voinea, (Voinea 1986, p. 36).
        
« À travers ses recherches en analyse mathématique, Mauro Picone a remarquablement contribué au développement des mathématiques de notre siècle. Il a été en outre un pionnier des mathématiques appliquées. »

### Activité d'enseignement
Étudiants notables :
- Luigi Amerio (en)
- Renato Caccioppoli
- Gianfranco Cimmino (en)
- Ennio De Giorgi
- Gaetano Fichera
- Carlo Miranda (en)

## Publications choisies
- (it) Mauro Picone, Lezioni di analisi infinitesimale : Parte Prima – La Derivazione [« Leçons d'analyse infinitésimale : première partie, la dérivation »], Catane, Circolo matematico di Catania (no 1), 1923, xii+351 p. (JFM 49.0172.07, lire en ligne) (disponible sur le site de l'Edizione Nazionale Mathematica Italiana), note de lecture : (it) P. Polvani, « MAURO PICONE (Professore d'Analisi superiore all'Università di Pisa) Lezioni di Analisi Infinitesimale », Il Nuovo Cimento, vol. 1, no 1,‎ décembre 1924, p. 135-136 (DOI 10.1007/BF02956742, S2CID 117718455).
- (it) Mauro Picone, Lezioni di analisi infinitesimale : Parte Seconda – L'Integrazione [« Leçons d'analyse infinitésimale : deuxième partie, l'intégration »], Catane, Circolo matematico di Catania (no 1), 1923, v+352-742 p. (JFM 50.0150.04, lire en ligne), disponible sur le site de l'Edizione Nazionale Mathematica Italiana).
- (it) Mauro Picone et Tullio Viola, Lezioni sulla teoria moderna dell'integrazione [« Leçons sur la théorie moderne de l'intégration »], Turin, Edizioni Scientifiche Einaudi, coll. « Manuali Einaudi. Serie di matematica », 1952, 404 p. (MR 0049983, zbMATH 0046.28102) ; notes de lecture : (it) Gianfranco Cimmino, « M. Picone – T. Viola, Lezioni sulla teoria Moderna dell'Integrazione », Bollettino dell'Unione Matematica Italiana, vol. 7, no 4,‎ 1952, p. 452-454 (lire en ligne) et Paul R. Halmos, « Review: M. Picone and T. Viola, Lezioni sulla teoria moderna dell'integrazione », Bulletin of the American Mathematical Society, vol. 59, no 1,‎ janvier 1953, p. 94 (DOI 10.1090/S0002-9904-1953-09666-5 , lire en ligne).